# La Chapelle-sous-Brancion
La Chapelle-sous-Brancion é uma comuna francesa na região administrativa de Borgonha-Franco-Condado, no departamento Saône-et-Loire. Estende-se por uma área de 9,93 km². Em 2010 a comuna tinha 139 habitantes (densidade: 14 hab./km²).